# Питър Джурасик
Питър Джурасик (на английски: Peter Jurasik) е американски телевизионен и филмов актьор, роден на 25 април 1950 г. в Ню Йорк.
Познат е от научнофантастичния сериал „Вавилон 5“ (1993 – 1998), където играе Лондо Молари, посланик на извънземната планета Кентавър. Други популярни телевизионни сериали, в които той взима участие, са „Хил Стрийт Блус“, „В съседното измерение“ и „Макгайвър“. Филмовата кариера на Джурасик включва продукциите „Трон“ и „Проблемно дете“. През 1998 г. заедно с Уилям Кейт Дж. написва научнофантастичния роман „Дипломатическо дело“. Живее в Северна Каролина.

## Частична филмография
- „Трий Хил“ (1 епизод) – 2005 г.
- „Полицейско управление: Ню Йорк“ (1 епизод) – 2000 г.
- „В съседното измерение“ (3 епизода) – 1999 и 2000 г.
- „На гости на третата планета“ (2 епизода) – 1998 и 1999 г.
- „Вавилон 5“ (82 епизода) – От 1994 и 1998 г.
- „Вавилон 5: В началото“ – 1998 г.
- „Пакостник“ 1990 г.
- „Хил Стрийт Блус“ (11 епизода) – От 1982 и 1987 г.
- „Плашилото и госпожа Кинг“ (1 епизод) – 1986 г.
- „Макгайвър“ (1 епизод) – 1985 г.
- „Трон“ – 1982 г.